# Chambre d'hôtel
Pour l’article homonyme, voir Chambre d'hôtel (film).
 (juillet 2016).
Si vous disposez d'ouvrages ou d'articles de référence ou si vous connaissez des sites web de qualité traitant du thème abordé ici, merci de compléter l'article en donnant les références utiles à sa vérifiabilité et en les liant à la section « Notes et références ».

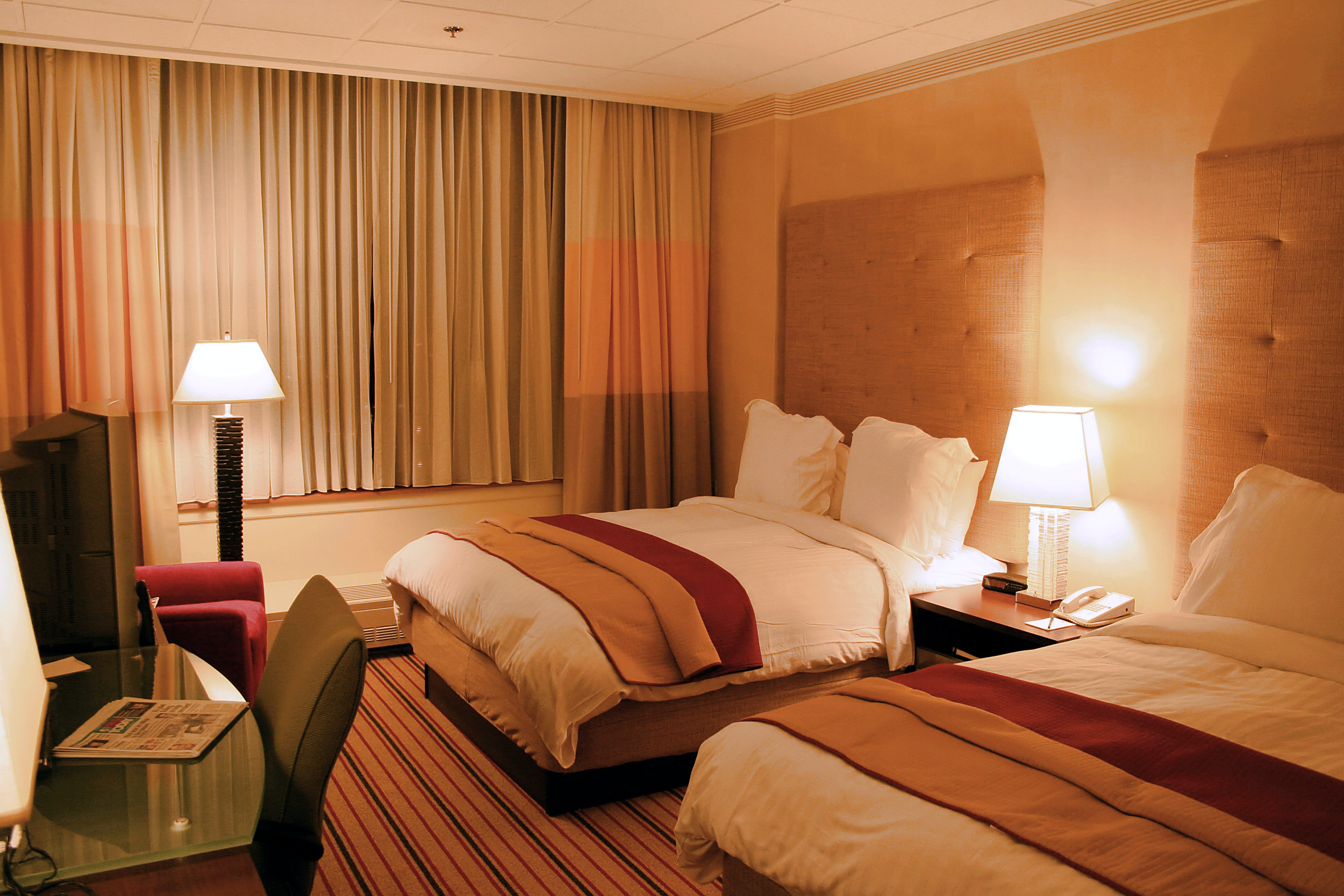
Une chambre d'hôtel à Columbus, dans l'Ohio.

Une chambre d'hôtel est une chambre à coucher située dans un hôtel, prête à être utilisée à l'arrivée du client.

## Description
La chambre d'hôtel est mise à la disposition du client  moyennant un paiement dont le tarif est fixé à la nuit. Elle s'accompagne souvent de sanitaires et d'une salle de bains ou d'une salle d'eau. En France, ces installations deviennent obligatoires dans toutes les chambres à partir de la troisième étoile.
L'aménagement intérieur et la décoration de cet espace doté d'au moins un lit, une table et une chaise, fait l'objet, dans les établissements réputés, de standards internationaux.[réf. nécessaire]
Outre les meubles et équipements habituellement proposés à la clientèle pour un confort minimal, on y trouve souvent aussi, un mini-bar et d'autres équipements électroniques (télévision), ainsi que d'un téléphone relié directement à la réception de l'établissement et, de plus en plus une connexion Wi-Fi.[à recycler]

## Les suites
Certains hôtels proposent des chambres comptant plusieurs pièces, couramment appelées suites ou appartements.

## Les capsules
Au Japon, depuis la fin des années 1970, certains hôtels, appelés hôtels capsule, proposent des hébergements sous forme de cabine-lit d'environ 2 m2 sur 1,25 mètre de haut, et offrant un couchage et des aménagements minimalistes.